# 性教育
性教育（英語：Sex Education）是關於人類的性表象的教育，內容包括情感關係和責任、人類的性生殖器结構、性行為、性生殖、最低合法性交年齡、生殖健康、生育权、安全性行為、避孕以及性禁欲。涵蓋以上範疇的性教育稱為綜合性性教育。性教育的常見提供者/组織包括父母等照顧者、正規學校課程和公共衛生活动。
傳統上，許多身處於不同文化的青少年沒有机会接觸關於性的任何正規資訊，对相关問題的探討也遭視为禁忌。在以往，性教育只局限於父母对其子女在结婚前留下的一些教導。但是始於19世紀後期的进步主义教育運動使得北美學校開始引入像「社會衛生課」般的課程，象徵着正規學校性教育課程的開始。儘管有了學校的正規性教育課程，但在20世紀中葉，大多數關於人類的性表象的信息都是靠朋輩和媒體等非正式管道傳播，当中許多知識皆是有所缺失，甚至是錯誤的。這對对性存有好奇的青年人而言影響更为深遠。西方國家的青少年懷孕比率日益增加更使得此一缺陷表露无遗。当时西方國家为了減少青少年懷孕比率，開始纷纷引入性教育課程，但初期仍受到家長們和宗教團體強烈反對。
艾滋病的爆發最终使得性教育的迫切性大大增加。大多數科學家認為性教育對於不少艾滋病日見盛行的非洲國家而言，是一件非常重要的公共衛生策略。像美国计划生育联合会般的國際組織認為，廣泛的性教育对全球皆有一定的好處，例如控制人口過剩、提高女性權利。儘管大眾媒體有時會使大眾对HIV的「意識」提高，但關於其傳播途徑的知識仍只会流於表面。
美國性資訊與性教育聯合會的調查顯示，93%的受訪美國成年人支持在高中推行性教育，支持在初中推行的則有84%。美國88％的初中生父母和80％中學生父母相信，學校的性教育使他們更容易與青少年談論性這件事。此外，92％的美國青少年報稱，他們希望可以和他們的父母「論性」，並享有全面的校本性教育。美國數學政策研究中心为美國衛生及公共服務部進行的一項研究發現，婚前守貞教育並没有任何效果可言。

## 定義

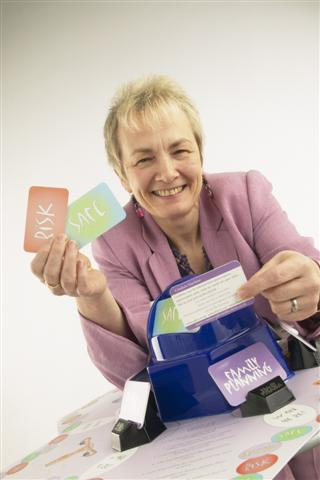
索爾福德大學的芭芭拉·黑斯廷斯 - 阿斯圖里亞斯（Barbara Hastings-Asatourian）正在展示幾片屬於性教育卡牌遊戲《避孕》（Contraception）的卡牌

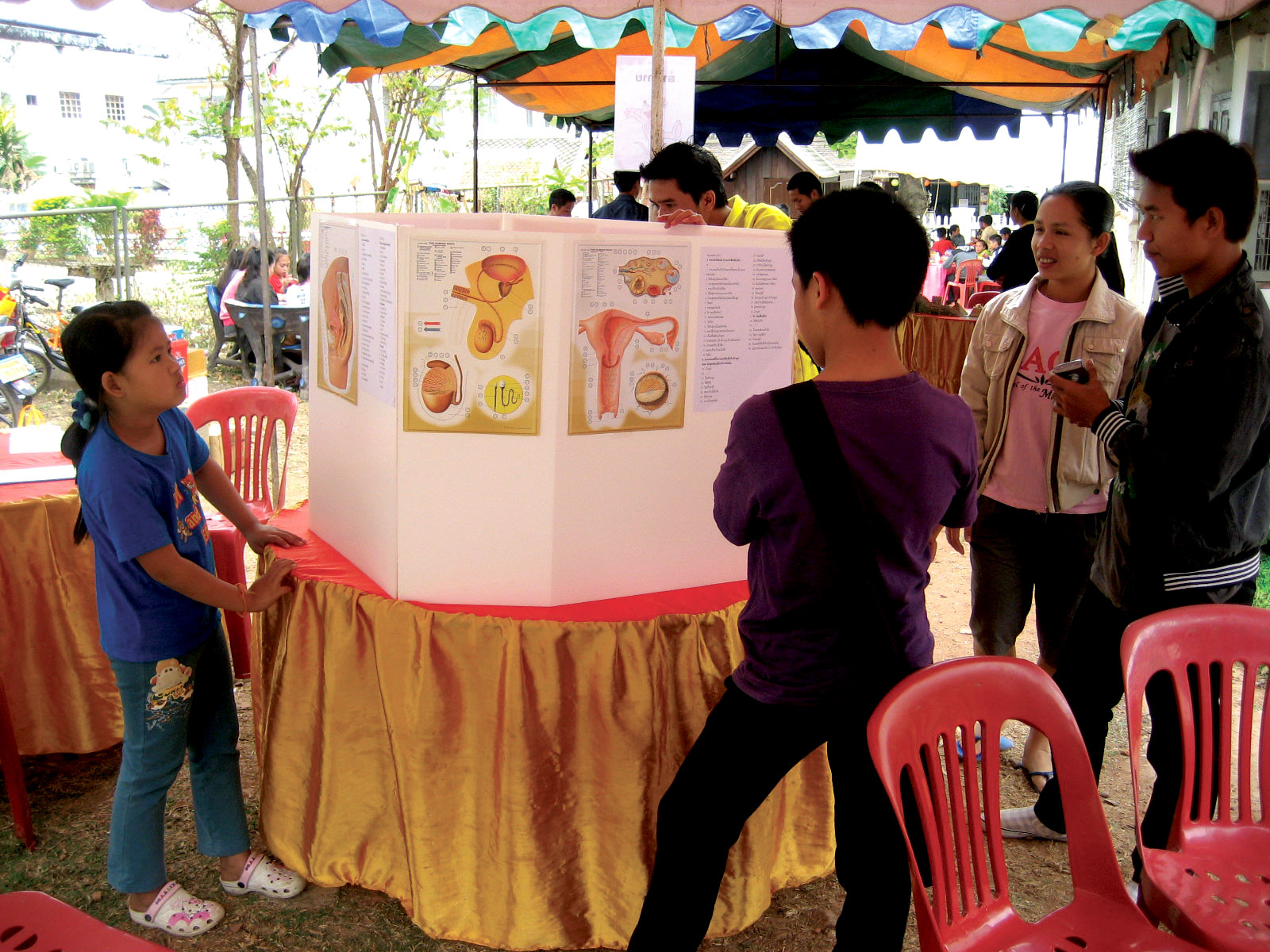
在老挝举办的学习节上，青少年正在阅读有关生殖系统的内容。

伯特（Burt）將性教育定義為對男女生理特徵的學習。這些特徵组成了人類的性表象。性是人類日常生活的一個重要層面。包括小孩在內，幾乎所有人皆想对其了解更多。無論使用什麼方法實踐性教育，其都是一種以性为中心的教育对策。他進一步指出，性教育是一種以公认的倫理觀念为基的教育，其能使家庭得以發展、改善。
萊普森（Leepson）認為性教育是以生理、心理和社會層面來講述性反應和性生殖的教育。科爾尼（Kearney）亦於2008年定義性教育為「學校所採取的全面行動方針，令孩童和成年人的態度、实踐和個人行為能配合社會所需，並能从社會制度上保障每一个人和家庭。」性教育有時會遭稱為「『全性』（sexuality）教育」，意指其涵蓋了性的各个層面，從关於计划生育和性生殖（從受精到分娩）的資訊，到人的各種性表象，例如身體形象、性取向、性愉悅、性價值观、性抉擇、溝通、約會、情感关系、性傳染病及其預防方法，以及避孕方法。学校会因應学生的年齡或理解能力而調整課程內容。魯賓（Rubin）和柯肯德尔（Kindendall）表示，性教育的課程範圍遠遠大於生殖、懷胎，以及嬰兒的誕生——其最终目标是幫助年輕人更為有意義地將「性」融入將來以至現在的生活中，使他們在完全成熟時能對性的各層面擁有基本的了解。

## 有效性證據
現有證據表明，綜合性性教育和易於獲得避孕方法或器具的环境一旦配合起來，便會降低青少年意外懷孕的盛行率。一項比較了綜合性性教育和婚前守貞教育兩者的元分析發現，守貞教育不但不減少懷孕的可能性，反而有可能增加之。眾多研究表明，於課程上提供有關避孕套和避孕的準確信息可以減少年輕人从事高风險性行为的可能性，從而使意外懷孕和感染性傳播疾病的机会減少。沒有證據顯示只教導婚前守貞的性教育是有效的。
聯合國人口基金會指出：「2010年的一項回顧發現，與不將性別平等納入學習材料的課程相比，納入者能顯著降低从事高風險性行為的可能性。」研究還表明，性行為的推遲、使用安全套和進行避孕皆是年輕人在性別角色議題上採取平等態度的結果。此外亦發現這类人群從事暴力行為、感染性傳播疾病和意外懷孕的机会都是較低。
注重權利和性別問題的性教育有助於減少因性別而起的暴力和欺凌行為，使得校园的环境能更为安全，並使年輕人能夠更為擁護自身的性自主權利，促進性別平等。
「只有少數的性健康介入措施是根據青少年的意願來設計的——青少年們普遍認為性教育應該更为積極正面地推行，並應減少以解剖学和恐嚇为重点的性教育；它應著眼於性關係和溝通中所用到的談判技巧；並應在青少年較为聚集的場所（例如學校廁所、購物中心）刊出一些关於附近的性健康診所的資訊。」
此外，美國的一項回顧得出結論：「絕大多數證據表明，探討避孕方法的性教育不會使人們更踴於發生性行為。」一項2007年的研究則表示：「綜合性性教育不会導致許多人所害怕的后果——更早開始及更頻繁的性行為」此外，該研究報告还指出：「不論性別、民族、擁有性經驗與否，以及身处於何种环境，綜合性性教育皆是有效的。」
聯合國人口基金會推舉綜合性性教育，因为它能使年輕人在性上做出明智的決定。其指出：
「幾年來，人們就着年輕人的年齡而提供適切的信息。包括具備科學準確性的校本課程——其教授了人類發展、性解剖和懷孕的準確信息。它還包含有關避孕和性傳播疾病的信息。不過它的意義遠高於提供信息本身；它可以使學生們更有自信，溝通能力也會有所提高。儘管如此，課程其实还有改善的地方——其應觸及跟性與生殖有关的社會問題，包括文化規範、家庭生活和人際關係。」
此外其还指出：「像人權問題、性別平等和性別角色般的議題應在課程上探討。相关探討重心包括維權、賦權，以及履行權力；性別平等和性別敏感（gender-sensitivity）的重要性；以及各種關於性別角色的觀點。除此之外，還應探討性虐待、因性別而起的行为暴力，和有害習俗。總而言之，這些信息能教導年輕人們必須为自己的行為承擔責任，和尊重他人所享有的權利。」
綜合性性教育「能讓年輕人能夠就性行為和健康做出明智的決定。該課程能使他們掌握生活所需的技能，加強責任感。而且由於綜合性性教育的内容是以人權为基石，所以它們有助於促進人權、兩性平等，並使青年人享有更多的权利。」

## 提供者

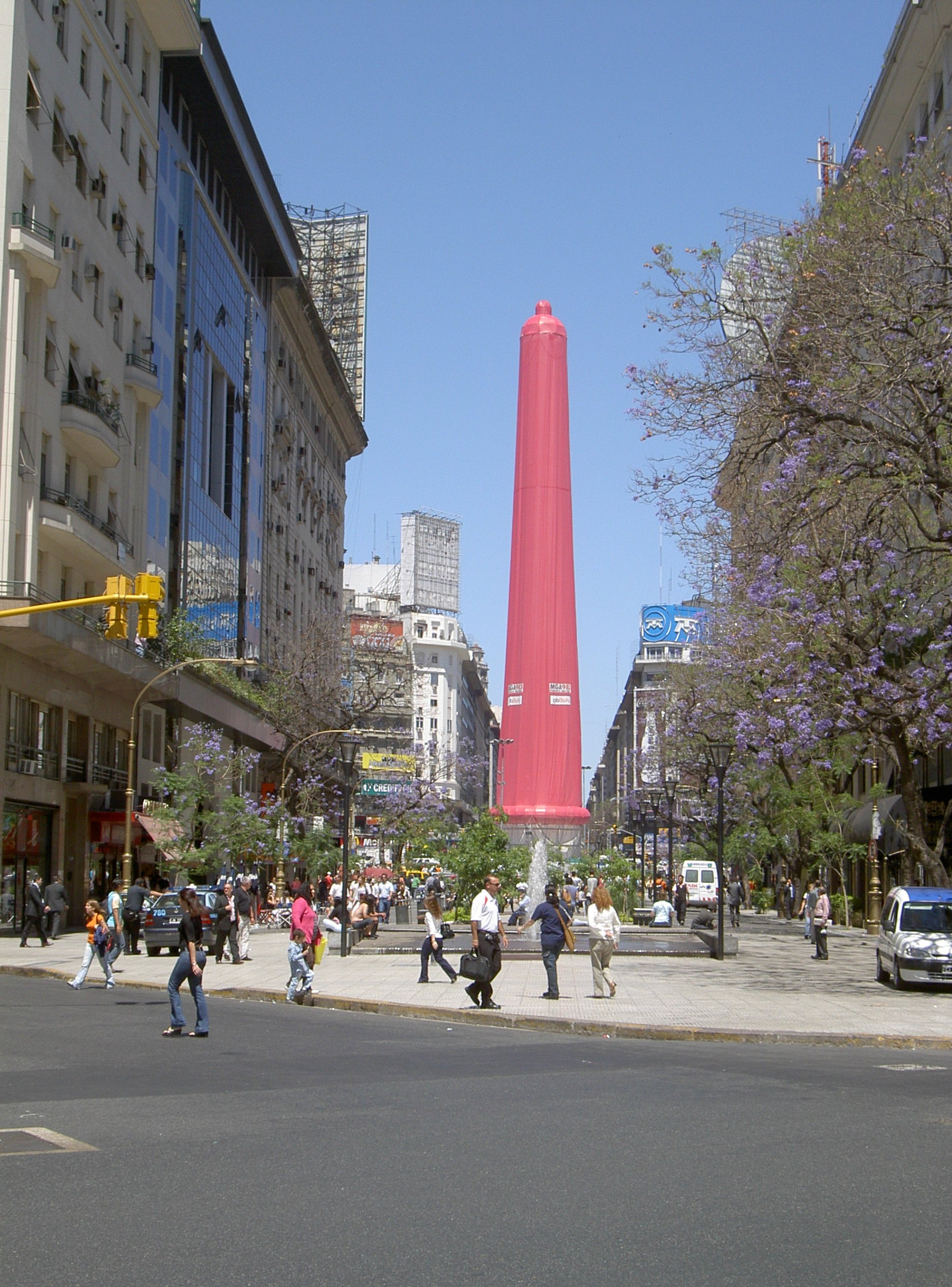
布宜诺斯艾利斯方尖碑於2005年被一個67米長粉紅色避孕套彷製品所覆蓋，為的是宣傳世界愛滋病日

性教育可以非正式地進行，例如有些人會從父母、朋友、宗教領袖或大眾媒體中得到相關信息。此外獲取渠道亦包括自助书籍、雜誌諮詢專欄、性教育網站；正式的性教育则一般由學校或醫療保健提供者提供。斯莱尔（Slyer）指出性教育教導年輕人們了解自己的行为，以及其对他人的影響。格伦伯格（Gruenberg）還表示，性教育對於年輕人而言是必要的，好讓他們為未來做好準備。此外其還指出一般官方認為，有計劃的性教育是必要的。
有些国家或学校會把性教育獨立成科地教授，有些则把其放在生物課、保健課、体育課、家政課上教授，此外也有学校不提供任何的性教育，因為其在一些国家仍是帶有爭議性：美国便是一个例子，当地对於兒童開始接受這種教育的年齡、LGBT性教育以及像安全性行為、自慰、婚前性行為和性倫理般的人類性行為相关議題仍存有爭議。
威廉·賴希（1897-1957年）評論道，他那個時代的性教育是一種骗局，聚焦於生物學，而又對青少年最感興趣的性興奮加以隱瞞，他認為此一聚焦點使得一个他所認为的基本心理原則模糊化：所有的憂慮和困難皆源於性的不滿足。李普森（Leepson）認為大多數人贊成在公立學校推行某種性教育，但卻对教授內容存有爭議的原因在於，性教育與大多數學科不同，其涉及到人類生活中一個高度敏感且個人化的部分。並指出性教育應該在課堂上教授。
在美國，性教育的主要爭議點在於把兒童的性纳入課程是有價值還是有害、是否應將LGBT性教育納入課程、像服用口服避孕藥和使用避孕套般的避孕方法的教授，以及以上方法对婚外懷孕、少女懷孕和性傳播疾病的影響。保守團體對婚前守貞教育的支持亦是爭議的主要原因之一。包括英國和美國在內，對性教育持保守態度的國家的少女懷孕和性傳播疾病盛行率相对較高。

## 性教育的道德
一般人將性教育視為減少如未受保護的性行為之類風險行為的必要措施，減少意外懷孕的可能性，以及使個體從事性行動時能作出明智的決定。
另一個對性教育的觀點，在歷史上受到性學家如Wihelm Reich和心理學家如佛洛伊德與James W.Prescott等的啟發，認為性教育的目的是個人對自己身體的控制與社會控制的解放。這個觀點的提倡者關心一個政治問題：道德觀該由社會還是個人指導？性教育因此可以當作提供個體必須的知識來解放社會組織所造成的性壓抑，使個體自行做決定。性壓抑則可能被視為是社會性有害的。
對美國另一群眾大且有輿論力量的關注性教育議題團體來說，他們關心的政治問題是道德觀該由國家還是家庭指導。他們認為性行為的指導應該留在家門內，而性教育代表政府的介入。他們亦宣稱有些性教育課程意圖破壞先前存在的貞節的道德概念，且鼓勵接受如不同的性取向跟婚前性行為等行為，違反道德。但反對者認為「貞節性教育」或「無性教育」，只會導致增加性病及青少年懷孕的比率，並無效解決相關問題。

## 各國各地的性教育

### 美國性教育
在美國，各州的教育部門均有不同的性教育指引，部分州在5－6年級已有部分性教育，而大部分州分在7－12年級均有性教育，相關的內容性教育不一，包括教育避孕的方法、生育權及預防愛滋病等。很多家長認為青少年應該在中學時期接受性教育。在美國95%的成人和80%的青少年認為性活躍青少年應該要接觸到避孕措施。美國的青少年懷孕比率自1991年起已下降約63%。

### 台灣性教育
根據性別平等教育法，台灣的性教育包含向學生用影片講解相關性知識，用角色扮演法讓學生藉由扮演特定的情景來了解如何處理應對相關議題，並有時以製作的教材道具以讓學生了解。
台灣性教育的發展，早在1950年代，教科書已有相關知識列入「生理衛生科」。1968年九年國民義務教育實施後改稱「健康教育」內容亦包括性器官構造、月經、懷孕等生理知識的教導。2001年「九年一貫課程」實施後，改列入「健康與體育」課綱規定，性教育相關知識循序漸進在小學4至6年級和中學7至9年級教導。

### 香港性教育
在香港，教育局於1997年編訂《學校性教育指引》，自此再沒有修訂。學校怎樣執行這些指引，如何評估及檢討教學成效，也沒有統一規定。這指引建議學校不僅教授生理上的性，如性器官名稱、月經和夢遺等青春期變化，還加入性傾向、性暴力及淫褻刊物等新題材，並把對象擴大至學前及高中學生。

### 中國大陸性教育
進入21世紀，中國性文化日漸開放、包容，但壓抑的傳統性倫理仍然如影隨行。2004年，北京、深圳人士非議學童教材被“黃色漫畫”污染。相較於英國、瑞典、芬蘭等西方國家的性教育從兒童期便開始進行系統性教學，中國的性教育仍然遠遠落後。
自2010年之後，中國的性教育已經有所發展，義務教育的生物課本已大量列入性教育內容，許多一線城市的學校已經開設了“生理衛生補充課”。然而大眾仍普遍認為“性教育導致性氾濫”；應試教育的體制以升學為主，青春期性教育未被列入課程大綱。
2021年，中華人民共和國國務院印發的《中國兒童發展綱要（2021－2030年）》提出讓適齡兒童普遍接受性教育的政策。

## LGBT列入性教育
在大多數國家裡，同性戀、雙性戀及跨性別（合稱LGBT）並未列入正規的性教育體系內，這代表相關性行為資訊沒有被討論，它們所可能帶來的不同程度染病的風險也相對較高。保守派人士反對及不鼓勵提供這些額外的資訊，因為這可能似乎助長相關的性行為。性教育中應否包括同性性行為等，則在社會中存在爭議。然而將這些排除在討論之外，只是使非異性戀群體被隔離排斥、孤單、並得不到有用的資訊，使事態更糟，而相關人士倘若有不安全的性行為會導致出現性病。
除此之外，有廣義的性教育包括同性戀等性知識，但不是如某些保守派人士宣稱相關的性教育內容，會將學生教成同性戀。

## 外部連結
- Sex, AIDS, and the Pursuit of Happiness[永久]
- Born Again Virgins and the Tyranny of Mandatory Chastity
- TechnicalVirgin A parody of abstinence programs
- Itsteens.com （页面存档备份，存于） An online magazine for teen issues
- Sexwise Sex information for teenagers in the UK
- 全面性教育为何重要？ （页面存档备份，存于）  联合国教科文组织
- 家庭計劃及子女成長系列，龍耳電視
  - 孩子對「性」有好奇？ （页面存档备份，存于）
  - 教懂孩子「性」 （页面存档备份，存于）